# Guynemer-gedenkteken

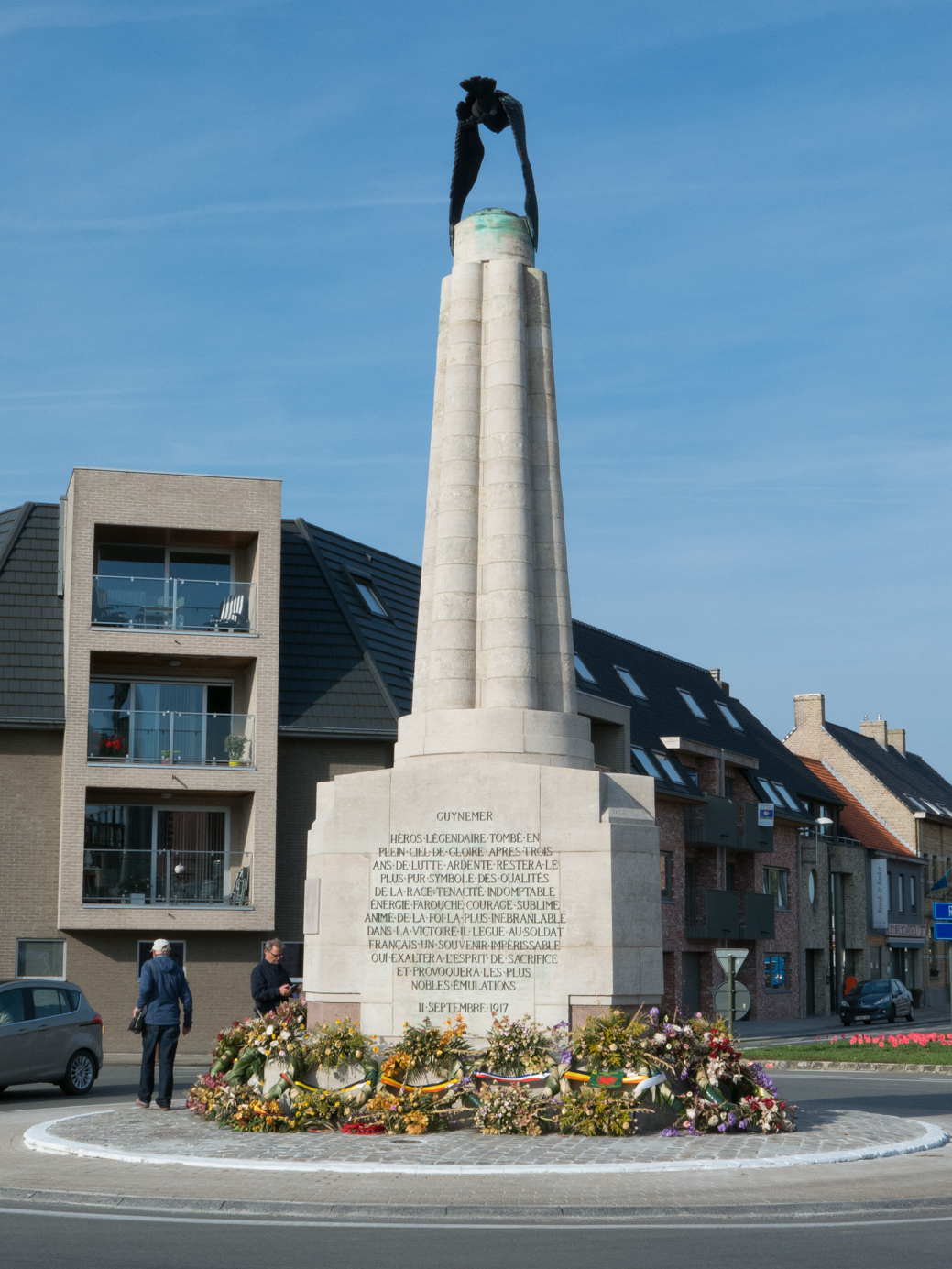
Guynemer-gedenkteken

Het Guynemer-gedenkteken is een monument in de tot de West-Vlaamse gemeente Langemark-Poelkapelle behorende plaats Poelkapelle, gelegen op een rotonde bij het Guynemerplein.

## Geschiedenis
Het is een monument ter ere van de in de Eerste Wereldoorlog gesneuvelde Franse piloot Georges Guynemer. Het monument werd ontworpen door Jean Hendrickx en geplaatst in 1923.
Het bestaat uit een zestal gebundelde zuilen met daarbovenop een bronzen ooievaar met hangende vleugels. Dit verwijst naar het Escadrille des Cigognes (ooievaar-eskader) waar Guynemer deel van uitmaakte. De zuil bevat de tekst: Deze gedenkzuil werd opgericht ter ere van den Franschen vliegenier Guynemer hier gevallen den 11 september 1917. Ook is er een bronzen medaillon met de beeltenis van Guynemer en zijn er Franstalige teksten.
Guynemer is overigens niet neergeschoten ter plaatse van het monument, maar op een onbekende plaats.